# Colquiri
Colquiri – miasto w Boliwii, w departamencie La Paz, w prowincji Inquisivi.